# Група Извор
Група Извор је српска музичка група, основана у Врању 5. јануара 2004. године. Име је добила по извору - изворишту, месту које означава почетак, у овом случају музичке традиције, имајући у виду да се група у својој интерпретацији труди да максимално сачува изворни дух песама. Групу су основали музичари који су се и раније бавили традиционалном музиком Врања и Србије, у неким другим групама или по породичном пореклу. 
Група је позната по томе што изводи традиционалну музику Србије, са посебним акцентом на подручје Јужне Србије и Косова и Метохије, као и суседних држава Македоније и Бугарске, па и неких других држава Балкана и шире. Све нумере изводе искључиво на старим, помало заборављеним инструментима. Њихова интерпретација традиционалних песама уобличена је на искуству у раду на сакупљању теренских аудио-снимака у градској средини Врања и околним неприступачним планинским областима, али и захваљујући прихватању традиционалних знања од мајстора на старим, помало заборављеним инструменатима.

## Оснивање групе
Група је прву пробу одржала у јануару 2004. године у просторијама Народног универзитета у Врању, где је уз гостопримство људи који су тада водили ту јавну установу, одржавала пробе и наредних неколико година.
Првобитну поставу су сачињавали Ивана Тасић Митић (глас), Далибор Младеновић (кавал), Kатарина Димић (саз, тамбура, пратећи глас), Дејан Димић (тамбура, бас тамбура), Милица Стошић (виолина, гадулка, пратећи глас) и Бобан Митић (тапан, тарабука, бендир).
Kроз групу је током година прошао известан број других музичара. То су били етномузиколог Александра Стошић (фрула, кавал), Дијана Димитријевић (тамбура), Небојша Стевановић (тамбура). Првобитна постава и окосница групе сачувана је до данас и наступила је на концерту у Врању, на Тргу Станише Стошића) у јулу 2024. године на обележавању две деценије постојања Извора.

## Гостовања и дискографија
Пажњу шире јавности група је привукла већ средином 2005. године, када се појавио њихов ЦД Огрејала месечина (издавачи Етнографски музеј Београд и Продукција Бивецо). Група се истовремено извођачки афирмисала, наступајући на фестивалима и у концертним салама у Србији (Етнографски музеј у Београду, Библиотека града Београда, ДKЦ Београд, Сава центар (концерти Јека), Нишвил Ниш, Џез фестивал у Kањижи) и врло често наступима на Kосову и Метохији где су свирали у скоро сваком месту где има Срба), али и у иностранству (Шпанија, Француска, Грчка, Италија, Словенија, Македонија...).
Осим сопственог ЦД-а, традиционалне нумере Србије у њиховим аранжманима нашле су се на више компилација традиционалне и светске музике широм Европе (Белгија, Немачка, Русија, Италија...)
Од момента оснивања чланови групе аранжирали, снимили и изводили око 150 традиционалних нумера, претежно из Врања, са Kосова и Метохије и из Србије. Неке од тих песама су, пре него што их је Извор изнео на површину, биле само део усмене традиције (Шетнала се кузум Стана, Милијано ћеро моја мила и сл).
Аранжмани Извора урађени су у складу са стандардима оркестара народних инструмената јужног дела Балкана и делимично, колико је то инструментаријум групе допуштао, чалгијских оркестара. Слободни третман инструменталних деоница у неким песмама и аранжмани нумера без инструменталне пратње резултат су личног доживљаја песама самих извођача. Kвалитету извођења веома доприносе трансформације солистичке гласовне боје и израза, у зависности од карактера и етноса појединих песама.

## Награде и признања
Група Извор добитник је Седмосептембарског признања града Врања и награде БАТ-а за очување традиције.

## Чланови

### Садашњи
- Ивана Тасић Митић (глас)
- Далибор Младеновић (кавал)
- Kатарина Димић (саз, тамбура)
- Дејан Димић (тамбура, бас тамбура)
- Бобан Митић (тапан, тарабука, бендир)

### Бивши
- Милица Стошић (виолина, гадулка)
- Александра Стошић (фрула, кавал)
- Дијана Димитријевић (тамбура)
- Небојша Стевановић (тамбура)

## Изабрана дискографија
- Огрејала месечина, 2005, Етнографски музеј Београд и продукција БИВЕЦО

## Галерија
- Пред један од првих јавних наступа ”Извора” у оквиру Сајма књига у Врању 2004. године
- Један од првих концерата Групе Извор одржан је на Учитељском факултету у Врању 2004
- Концерт са канунистом Џенгизом Ибрахимом из Скопља на Нишвилу крајем 2004. године
- Фотографисање за први студијски ЦД ”Огрејала месечина” у згради Харемлука у Врању 2005. године
- Са Павлом Аксентијевићем након концерта у Дечјем културном центру у Београду 2004. године
- Наступ уживо у ТВ емисији ”Жикина шареница” на РТС-у 2005. године
- Група Извор је током каријере одржала више целовечерњих концерата у Етнографском музеју у Београду, који је један од издавача њиховог првог ЦД-а ”Огрејала месечина”
- Наступ у Етнографском музеју у Београду са Јеленом Јовановић (Моба)и Бојаном Николић (Балканика) 2005. године
- Концерт у Белфору у Француској 2009. године
- Наступ на манифестацији ”Стари дани” у Врању 2011. године, са гостом Стефчетом Стојковским из Скопља
- Концерт групе Извор на ”Данима Власотинца” 2019. године
- Извор на једном од концерата током 2019. године
- Извор у Ранилугу на Космету 2019. године
- Пред концерт у дворишту Музеј куће Боре Станковића у Врању 2023. године
- Наступ Извора у Позоришту Бора Станковић у Врању 2023. године
- Пред концерт поводом јубилеја - двадесет година постојања групе Извор, у Врању на Тргу Станише Стошића у јулу 2024. године